# Maasaw Patera
La Maasaw Patera è una struttura geologica della superficie di Io.